# Клаудия Пинейро
Клаудия Пинейро (на испански: Claudia Piñeiro) е аржентинска журналистка, телевизионна сценаристка, драматург и писателка на произведения в жанра драма, криминален роман, трилър, исторически роман и детска литература.

## Биография и творчество
Клаудия Пинейро е родена на 10 април 1960 г. в Бурзако, Голям Буенос Айрес, Аржентина. След завършване на средното си образование решава да следва социология, но ѝ е отказано като подозрително лице, вследствие на държавния преврат, извършен на 24 март 1976 г. от военната хунта водена от Хорхе Рафаел Видела. Следва икономически науки във Факултета по икономически науки и Факултета по математика, и през 1983 г. получава степен за счетоводител в Университета в Буенос Айрес. След дипломирането си в продължение на десет години работи като счетоводителка преди да се посвети на писателската си кариера. Работи като редактор за различни вестници, списания и радиостанции.
Пише първия си роман „El secreto de las rubias“ (Тайната на блондинките) през 1991 г., но той не е публикуван, въпреки че номиниран за наградата за еротична литература „вертикална усмивка“. През 2000 г. е издадена книгата ѝ за деца „Серафин, писателят и вещицата“. Първият ѝ роман за юноши „Un ladrón entre nosotros“ (Крадец сред нас) е издаден през 2004 г.
Става известна с криминалния си роман „Твоя“, който е издаден през 2005 г. Главната героиня става свидетел на непредумишленото убийство на Алисия, секретарка на съпруга ѝ Ернесто. Опитвайки се да прикрие престъплението му, тя разбира, че той постоянно ѝ изневерявал и с друга, и тя поема по пътя на отмъщението. През 2015 г. романът е екранизиран в едноименния филм.
През 2005 г. е издаден криминалния ѝ роман „Вдовици в четвъртък“. В един четвъртък, когато по традиция най-успелите мъже се събират да играят на карти и да пият, а жените им, самотни, отиват на кино, на дъното на басейна в една от най-луксозните къщи, в затворен квартал за заможни хора недалеч от Буенос Айрес, са открити три тела. С тънка ирония и горчив хумор писателката предтавя психологическия портрет на висшата прослойка от средната класа в Аржентина, разклатена от икономическите сътресения, в обстановка на помпозен бит и духовна пустош, в която се рушат семейства, съдби и души. Романът получава престижната награда „Кларин“. През 2009 г. книгата е екранизирана от режисьора Марсело Пинейро.
Романът ѝ „Elena sabe“ (Елена знае) от 2007 г. представя историята на болната от болестта на Паркинсон Елена и дъщеря ѝ Рита, която се грижи за нея, в една симбиотична връзка на любов-омраза, и които вярват, че се жертват един за друг. През 2010 г. книгата получана наградата „LiBeraturpreis“ в Германия.
През 2011 г. е издаден романа ѝ „Бетибу“. Три години след убийството на своята съпруга Педро Часарета е намерен мъртъв в дома си в затворен и строго охраняван жилищен комплекс. Младата писателка Нурит Искар, опитният разследващ журналист Хайме Брена и млад криминален репортер започват собствено разследване, за да разкрият истината, маскирана от лукса, престижа и богатството, за чудовищните механизми на властта, безмилостно оплитаща в мрежите си медиите, журналистиката и морала. През 2014 г. романът е екранизиран в едноименния филм от Мигел Кохан и с участието на Мерцедес Моран.
Писателката е действаща активистка за защита на правата на жените, като се обявява публично за правото на аборт.
Клаудия Пинейро живее със семейството си в Буенос Айрес.

## Произведения

### Самостоятелни романи
- El secreto de las rubias (1991) – непубликуван
- Tuya (2005, 2008)
Твоя, изд.: ИК „Колибри“, София (2013), прев. Емилия Юлзари
- Las viudas de los jueves (2005) – награда „Кларин“
Вдовици в четвъртък, изд.: ИК „Колибри“, София (2012), прев. Марин Галовски
- Elena sabe (2006)
- Las grietas de Jara (2009)
- El fantasma de las invasiones inglesas (2010)
- Betibú (2011)
Бетибу, изд.: ИК „Колибри“, София (2015), прев. Емилия Юлзари
- Un comunista en calzoncillos (2013)
- Una suerte pequeña (2015)
Един малък късмет, изд.: ИК „Рива“, София (2016), прев. Мариана Китипова
- Las maldiciones (2017)
- Catedrales (2020)

### Сборници
- Quién no (2018)

### Разкази
- Lady Trópico (2019)

### Детска литература
- Serafín, el escritor y la bruja (2000)
- Un ladrón entre nosotros (2004)

### Пиеси
- Cuánto vale una heladera (2004)
- Un mismo árbol verde (2006)
- Verona (2007)
- Morite, gordo (2008)
- Tres viejas plumas (2009)

### Екранизации
- 2001 Yago, pasión morena – тв сериал, 161 епизода
- 2003 Resistiré – тв сериал, 4 епизода
- 2009 Las viudas de los jueves – по романа
- 2009 Revelaciones – тв филм
- 2009 Pasión Morena – тв сериал, 183 епизода
- 2014 Бетибу, Betibú – по романа
- 2015 Tuya – по романа
- 2018 Las grietas de Jara